# David Aichele
David Aichele (* 22. Januar 1999 in Ketsch) ist ein deutscher Basketballspieler. Der 2,12 Meter große Innenspieler zählt zum Aufgebot des Drittligisten BIS Baskets Speyer.

## Laufbahn
Aichele spielte in der Jugend des USC Heidelberg, im Hemd der Spielgemeinschaft Junior Baskets Rhein-Neckar kam er in der Jugend-Basketball-Bundesliga und Nachwuchs-Basketball-Bundesliga zum Einsatz. In den Altersklassen U15, U16 und U18 zählte er zum Kreis der deutschen Nationalmannschaften.
Im Herrenbereich wurde Aichele zunächst in Heidelbergs zweiter Mannschaft in der Regionalliga eingesetzt, während des Spieljahres 2017/18 kamen erste Spiele in der 2. Bundesliga ProA hinzu. In der Sommerpause 2019 wechselte er zu den BIS Baskets Speyer, Aufsteiger in die 2. Bundesliga ProB.